# Efferia tricella
Efferia tricella este o specie de muște din genul Efferia, familia Asilidae. A fost descrisă pentru prima dată de Stanley Willard Bromley în anul 1951. Conform Catalogue of Life specia Efferia tricella nu are subspecii cunoscute.